# Пам'ятний знак Петру Нестерову (Київ)
Пам'ятний знак Петру Нестерову — скульптурна композиція, присвячена військовому льотчику Петру Миколайовичу Нестерову, в Святошинському районі Києва, поруч з будівлею Авіаційного виробничого об'єднання імені Олега Антонова (колишній завод «Авіант»). Встановлена у 1989 році.
Петро Нестеров служив у Києві в 1912—1914 роках. В 1913 році він очолив перший в історії авіації груповий політ за маршрутом Київ—Остер—Ніжин—Київ з посадками на незнайомій території, а також вперше у світі виконав «мертву петлю», що отримала назву «петлі Нестерова» — над Святошинським аеродромом (територія сучасного заводу «Антонов»). У 1913—1914 роках Нестеров здійснив декілька рекордних дальніх перельотів. Загинув у бою під час Першої світової війни на Львівщині, застосувавши вперше у світі повітряний таран.
Автори пам'ятного знаку — скульптор Євген Карпов, архітектор Анатолій Сницарев.

## Опис
Постать Петра Нестерова виконана з бронзи. У формі авіатора того часу, він твердо стоїть на землі, ніби вдивляється в небо та повторює жестом руки траєкторію польоту літака в мить віражу. За постаттю, на другому плані композиції, розміщена символічна частина пам'ятного знака — сталева стрічка, що наче повторює «петлю Нестерова». Коло «петлі» перетинає вертикальний сталевий пілон, котрий, за задумом авторів, є символом поступу молодої авіаційної промисловості початку XX ст.
Скульптурна композиція розміщена на невисокому подіумі серед зеленого газону. Подіум цементний, облицьований червоним гранітом; на його фасадній площині розміщений напис: «Нестеров Петро Миколайович 1887—1914», на торцевому боці — текст:
|  | У 1913 році здійснив у київському небі першу у світі «мертву петлю» |

Загальна висота пам'ятного знаку становить 2,3 м.